# Philippe Raxhon
Philippe Raxhon, né à Ougrée le 21 janvier 1965, est un historien belge, professeur d'histoire contemporaine et de critique historique à l'université de Liège. Il est également auteur de romans du genre thriller.

## Biographie
Il a notamment publié La Mémoire de la Révolution française en Belgique. Entre Liège et Wallonie, Bruxelles, Labor, 1996, 320 p. et Histoire du Congrès wallon d’octobre 1945, Un Avenir politique pour la Wallonie ?, Charleroi, Institut Jules Destrée, 1995. Entre mars 2000 et octobre 2001, il a siégé parmi les 12 experts de la commission parlementaire belge chargée d'enquêter sur la mort de Patrice Lumumba en 1961.
En 2015, sous sa direction, parait le livre Les Gouverneurs de la Province de Liège, chez Marot S.A. , Bruxelles.
Il est également romancier. En 2018, il sort son premier roman La Source S en autoédition chez Librinova. L'ouvrage intègre ensuite le catalogue de City Editions sous le titre Le complot des philosophes.

## Œuvres

### Essais historiques
- La révolution liégeoise de 1789 vue par les historiens belges : de 1805 à nos jours, Éditions de l'Université de Bruxelles, coll. « Études sur le XVIIIe siècle » Hors série n° 6, 1989,  (ISBN 2-8004-0973-8)
- La mémoire de la Révolution française : entre Liège et Wallonie, éditions Labor, coll. « Archives du futur. Histoire », 1996,  (ISBN 2-8040-1087-2)
- Centenaire sanglant : la bataille de Waterloo dans la Première Guerre mondiale, éditions Luc Pire, 2015,  (ISBN 9782875421258)

### Thrillers
- Philippe Raxhon, La Source S, Librinova, 2018 (ISBN 979-1-0262-1974-3)
  - L'ouvrage rejoint le catalogue de City Editions en 2020 en changeant de nom : Philippe Raxhon, Le complot des philosophes, City, 2020 (ISBN 978-2-8246-1865-4)
- Philippe Raxhon, La solution Thalassa, Librinova, 2019 (ISBN 9791026234388)
  - Philippe Raxhon, La solution Thalassa, City, 2021 (ISBN 978-2-8246-1853-1)
- Philippe Raxhon, Le secret Descendance, Academia, coll. « Littératures/Academia », 2023 (ISBN 978-2-8061-3280-2)
- Philippe Raxhon, La promesse de l'Arménienne, Academia, coll. « Littératures », 2024 (ISBN 978-2-8061-3736-4)